# Filmy UFO Pentagonu
Filmy UFO Pentagonu – wyselekcjonowane nagrania wideo, zarejestrowane przez pilotów myśliwców United States Navy stacjonujących na pokładach lotniskowców USS „Nimitz” i USS „Theodore Roosevelt” w latach 2004, 2014 i 2015, z dodatkowymi materiałami nagranymi przez inny personel US Navy w 2019 roku. Cztery ziarniste, monochromatyczne filmy są powszechnie określane jako oficjalnie dokumentujące UFO i szeroko omawiane w mediach od 2017 roku. Pentagon oficjalnie opublikował pierwsze trzy filmy niezidentyfikowanych obiektów latających w 2020 roku i potwierdził pochodzenie filmów, które wyciekły w 2019 roku, w dwóch oświadczeniach złożonych dwa lata później. W 2023 roku opublikowano również nagrania UFO, pochodzące z wojskowych dronów MQ-9 Reaper.

## Tło
14 listopada 2004 roku pilot myśliwca F/A-18 Hornet David Fravor z USS Nimitz Carrier Strike Group badał wskazania radarowe dotyczące potencjalnego celu u wybrzeży południowej Kalifornii. Fravor został poinformowany, że krążownik rakietowy USS Princeton, będący częścią grupy uderzeniowej, śledził niezwykły samolot przez dwa tygodnie przed incydentem. Obiekt pojawił się na wysokości 24 000 metrów, po czym gwałtownie opadł w kierunku oceanu, zatrzymał się na 6100 metrach i zawisł. Fravor poinformował, że widział biały i owalny obiekt unoszący się nad oceanem i ocenił, że miał około 12 metrów długości. Fravor i inny pilot, Alex Dietrich, powiedzieli w wywiadzie, że w sumie cztery osoby (dwóch pilotów i dwóch oficerów systemów uzbrojenia na tylnych siedzeniach obu samolotów), obserwowały obiekt przez około 5 minut. Fravor powiedział, że gdy schodził spiralnie w dół, aby zbliżyć się do obiektu, ten wzniósł się, odzwierciedlając trajektorię lotu jego samolotu i zniknął. Druga fala myśliwców, w tym pilot Chad Underwood, wystartowała z USS „Nimitz” w celu zbadania sprawy. W przeciwieństwie do Fravora, myśliwiec Underwooda był wyposażony w zaawansowaną kamerę na podczerwień (FLIR). Underwood nagrał wideo Flir i ukuł nazwę „Tic Tac”, gdyż obiekt w podczerwieni wyglądał jak drażetka.
W latach 2014–2015 piloci myśliwców grupy uderzeniowej lotniskowca USS Theodore Roosevelt operowali u Wschodniego Wybrzeża Stanów Zjednoczonych i nagrali filmy Gimbal i Gofast, zgłaszając jednocześnie wykrycie przez przyrządy pokładowe nieznanych obiektów powietrznych, których piloci nie byli w stanie zidentyfikować.

## Filmy

### 2019
W kwietniu 2021 roku Pentagon potwierdził, że publicznie dostępny materiał wideo przedstawiający coś, co wygląda na niezidentyfikowany trójkątny obiekt na niebie, został nagrany przez personel US Navy na pokładzie niszczyciela USS Russell w 2019 roku. Pisarz i sceptyczny badacz Mick West zasugerował, że wygląd obiektu był wynikiem efektu optycznego zwanego bokeh, który sprawia, że nieostre źródła światła wydają się trójkątne lub piramidalne ze względu na kształt przysłony niektórych obiektywów aparatu. Pentagon potwierdził również fotografie obiektów opisanych jako „kula”, „żołądź” i „metalowy sterowiec”.
W maju Pentagon potwierdził, że drugi film nagrany 15 lipca 2019 roku przez personel US Navy na pokładzie okrętu do walki w strefie przybrzeżnej USS Omaha, pokazuje kulisty obiekt lecący nad oceanem, widziany przez kamerę na podczerwień w nocy. Obiekt poruszał się szybko po ekranie, zatrzymał się i wpadł do wody.

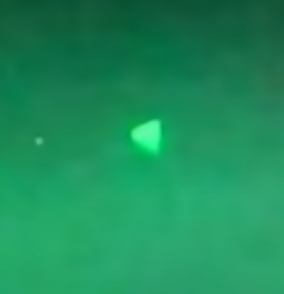
Kadr z wideo USS Russell (2019)
- Flir (2004)
- Gimbal (2015)
- Gofast (2015)
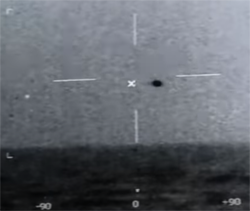
Kadr z wideo USS „Omaha (2019)

### 2023
Na początku 2023 roku dwa wojskowe drony MQ-9 Reaper sfilmowały obiekt w Azji Południowej, który początkowo uznano za „anomalny”, ale później opisano go jako „obraz cienia”. Drugi materiał wideo umożliwił zidentyfikowanie sygnatury cieplnej silników obiektu, który uznano za samolot pasażerski.
31 maja 2023 roku Sean M. Kirkpatrick udostępnił wideo w podczerwieni podczas publicznego spotkania niezależnego zespołu badawczego, zarejestrowane w Stanach Zjednoczonych w 2021 roku. Pełna analiza połączona z danymi lotów komercyjnych w regionie doprowadziła zespół do wniosku, że na nagraniu widoczny jest samolot komercyjny.
19 kwietnia 2023 roku Pentagon opublikował kolejny film zawierający materiał z drona MQ-9 Reaper z Bliskiego Wschodu, przedstawiający niezidentyfikowane zjawisko powietrzne. Kirkpatrick poinformował podkomisję Sił Zbrojnych Senatu Stanów Zjednoczonych, że obiekt przypomina małą „metaliczną kulę”. Dodał, że zespół badawczy, z powodu braku danych, nie jest w stanie w pełni wyjaśnić czym jest obiekt zarejestrowany na filmie.
- Azja Południowa
- Azja Południowa
- Stany Zjednoczone
- Bliski Wschód

## Potencjalne wyjaśnienia
Rozgłos wokół nagrań doprowadził do wielu wyjaśnień, między innymi, że są to bezzałogowe statki powietrzne, anomalne odczyty przyrządów, fizyczne zjawiska obserwacyjne (na przykład paralaksa) lub statki kosmitów.
W 2023 roku David Fravor, emerytowany pilot, który w 2004 roku obserwował „Tic Taca”, złożył zeznania pod przysięgą na przesłuchaniu przed komisją Izby Reprezentantów Stanów Zjednoczonych. Wraz z nim zeznania złożyli emerytowany pilot Ryan Graves i były oficer wywiadu United States Air Force David Grusch. Fravor powtórzył swoje twierdzenie, że jego zdaniem „technologia, z którą mieliśmy do czynienia, wykracza daleko poza technologie znane nam”.
Temat jednego z filmów pentagonu, GoFast, został poruszony na pierwszej konferencji NASA. Joshua Semeter, dyrektor Centrum Fizyki Kosmicznej na Uniwersytecie Bostońskim, wyjaśnił, że obiekt w tym słynnym filmie porusza się z prędkością 65 kilometrów na godzinę. Jakkolwiek na wideo wydaje się, że obiekt porusza się bardzo szybko, to jest to tylko efekt paralaksy.